# Malattia di Salla
La malattia da accumulo di acido sialico dell'adulto o malattia di Salla o sialidosi finnica è una rara malattia genetica,  di tipo autosomico recessivo, facente parte dell'etereogeneo gruppo delle malattie da accumulo lisosomiale. Esiste anche la variante infantile la Infantile Sialic Storage Disease o (ISSD) che è la forma più severa.
È causata dal deficit del trasportatore della sialina lisosomiale. essa determina clinicamente un precoce ritardo mentale e importanti limitazioni fisiche. La malattia è stata descritta per la prima volta nel 1979, su un gruppo di persone che vivevano nel comune di Salla,nella Lapponia finlandese.
Si stima che la malattia di Salla colpisca circa 130 persone, principalmente in Finlandia e Svezia; essa fa parte di un gruppo di malattie proprie di quelle popolazioni nordiche.

## Caratteristiche
È implicato un gene localizzato sul cromosoma 6 nel locus q14-q15, che codifica la sialina una proteina di membrana lisosomiale con la funzione di trasporto dello zucchero: l'acido N-acetilneuraminico o (Acido sialico), al di fuori dei lisosomi. La mutazione genetica determina il patologico accumulo dell'acido sialico nei lisosomi dove non può essere degradato nei suoi metaboliti.
La presentazione della malattia è diversa tra le forme ad esordio giovanile e quelle dell'adulto, dove spesso i sintomi sono più sfumati e l'aspettativa di vita migliore.
I sintomi principali sono: l'ipotonia, l'atassia cerebellare e il ritardo mentale.
La caratteristica visceromegalia e le fattezze grossolane sono presenti anche nei casi di malattia infantile. La progressiva atrofia cerebellare e la dismielinizzazione sono stati documentati all'imaging a risonanza magnetica (MRI). Utile diagnosticamente il fatto che i pazienti eliminano grandi quantità di acido sialico libero nelle urine.
Sono caratteristici, alla microscopia elettronica, i lisosomi sono ingranditi.
L'aspettativa di vita per le persone con malattia di Salla è compresa tra 50 e 60 di età.

## Diagnosi
Si fa cercando nelle urine la presenza di acido sialico; si fa una indagine genetica nei parenti dei soggetti affetti da malattia nota.

## Terapia
Come molte malattie genetice e rare non esiste terapia causale ma sono solo possibili approcci sintomatici. In questo caso sono utili approcci fisioterapici per migliorare il tono muscolare e la coordinazione motoria, nonché approcci logopedici per migliorare la capacità di eloquio. Talvolta si usano i farmaci antiepilettici per controllare le crisi epilettiche.